# Hornby-with-Farleton
Hornby-with-Farleton är en civil parish i Storbritannien.   Den ligger i grevskapet Lancashire och riksdelen England, i den centrala delen av landet, 300 km nordväst om huvudstaden London. Orten har 730 invånare (2011).